# Internet Architecture Board
Das Internet Architecture Board (IAB) ist ein Komitee, welches den architekturellen Überblick über die Standardisierungsaktivitäten der Internet Engineering Task Force (IETF) wahrt und die ISOC beratend unterstützt. Das IAB ist verantwortlich, die architektuelle Entwicklung des Internets „im Auge zu behalten“ und wacht daher über verschiedene Aktivitäten der IETF. Das IAB interessiert sich vor allem für die langfristige architekturelle Entwicklung des Internets und teilt seine Erkenntnisse oder Bedenken mit. Soll beispielsweise innerhalb der IETF eine neue Arbeitsgruppe gegründet werden, so prüft das IAB deren Charta. Das IAB überwacht außerdem den Standardisierungsprozess, ernennt und überwacht den RFC Editor und ist für die Verwaltung der Zuweisung von Protokollparameterwerten durch die Internet Assigned Numbers Authority (IANA) zuständig. Der Vorsitzende ist seit März 2015 Andrew Sullivan.
Das IAB unterstützt und organisiert die Internet Research Task Force und lädt zu Arbeitstreffen (IAB Workshops) ein, die bestimmte architekturelle Themen des Internets detaillierter behandeln. Die Ergebnisse des Workshops werden der IETF zugänglich gemacht und meistens als RFC veröffentlicht. Das IAB äußert seine Empfehlungen der IETF und der Internet Engineering Steering Group (IESG) gegenüber. Das IAB hat darüber hinaus noch folgende Aufgaben:
- Genehmigt die IESG-Wahlen des NomCom
- Nimmt Beschwerden über IESG-Aktionen an und prüft diese
- Genehmigt die Ernennung der IANA
- Beaufsichtigt die Verbindungen zu anderen Standardisierungsgremien